# Kaplica ratuszowa w Krakowie
Kaplica ratuszowa – kaplica w krakowskim ratuszu, który zburzony został w 1820 roku. 

## Historia
Krakowski profesor historii sztuki Michał Rożek przytacza, że już w 1383 roku legat papieski arcybiskup Dymitr nadał odpusty dla „kaplicy ratuszowej”.
Współcześni konserwatorzy doszli do wniosku, że kaplica ratuszowa mogła być zlokalizowana na pierwszym piętrze Wieży Ratuszowej, w sali z gotyckim sklepieniem krzyżowo-żebrowym, określanej przez historyków sztuki jako jednej z piękniejszych krakowskich średniowiecznych kamiennych sal. Według innych historyków, pomieszczenie to utożsamianie jest z izbą reprezentacyjną. Waldemar Komorowski w Encyklopedii Krakowa PWN podkreśla, że „ (...) dekoracja reprezentacyjnego wnętrza na pierwszym piętrze, niesłusznie uważanego za kaplicę (...)”.